# Беспечный русский бродяга
«Беспе́чный ру́сский бродя́га» — восемнадцатый «естественный» альбом группы «Аквариум», издан в 2006 году. Отличается разнообразием жанров — от баллад, написанных на основе кельтского фольклора, до танцевальных мелодий, электронной музыки и транса.
Альбом получился небывало долгим — 19 треков (14 основных и 5 бонусных), а для его записи были приглашены другие музыканты, в том числе известные во всем мире авангардисты Хенри Кайзер (Henry Kaiser) и Тим Ходжкинсон (Tim Hodgkinson), индийские исполнители Пандит Харипрасад Чаурасия (Pandit Haripasad Chaurasia) и Пандит Бхавани Шанкар Катак (Pandit Bhavani Shankar Kathak).

## История создания
Над «Беспечным русским бродягой» группа работала непривычно долго — в общей сложности более двух лет. В итоге новый альбом, как и «ZOOM ZOOM ZOOM», появился вместо давно анонсированного и ожидаемого альбома «Репродуктор», в который, как предполагается, войдут заново спетые старые песни «Аквариума». Во время подготовки «Репродуктора» музыканты, по словам Бориса Гребенщикова, почувствовали, что просто перепевать старые песни неинтересно, и решили включить в альбом новые композиции: в результате от старых песен решено было отказаться и получился совершенно новый альбом; выход «Репродуктора» был снова отложен.
В то же время с выпуском «Бродяги» «Аквариум», как утверждает БГ, закончил «фазу, которая длилась пять лет», и «Бродяга» был её последним этапом. «Хотелось не клепать новые диски, а создать артефакт, отражающий сегодняшнее состояние», — заявил Гребенщиков накануне выхода альбома, подчёркивая его этапность.
По мнению многих критиков, в «Беспечном русском бродяге» у «Аквариума» получилась совершенно роскошная музыкальная палитра и такая же галерея образов — от законченных, но всё ещё философски бодрящихся алкоголиков («Мама, я не могу больше пить», «Стаканы») до «ушедших в тонкий мир с головой» и «поцелуев в чакру» («Шумелка»).
В аранжировках композиций, звучащих в альбоме, было использовано около 30 музыкальных инструментов: гитары, скрипки, флейты, саксофон и целый ряд экзотических инструментов, таких как дудук, конги, куриюка, кабаса, маджера, чаймс. Во время записи альбома в группе появился новый участник — басист Андрей Светлов.
Борис Гребенщиков об альбоме:
На «Бродяге» Аквариум свободно экспериментирует, без привязки к жанрам и стилям. Поэтому здесь есть и кельтские мелодии, и электроника, и сюрреалистический юмор и… все то, что они всегда любили, но по разным причинам не всегда играли. (Из пресс релиза «Аквариума» к альбому).
О песнях «Стаканы» и «Беспечный русский бродяга»:
Была б моя воля, я бы написал тексты на все ирландские мелодии, а не только на две, потому что эта музыка, в отличие от русской, удивительно живая и красивая. Кажется, в XIX веке кто-то уничтожил все весёлые русские песни, оставив только мрачную нудятину. (Из статьи Ю. Жаворонковой «БГ станет „брадяггой“»).

## Участники записи
- BG (Борис Гребенщиков) — голос, гитары;
- RU (Борис Рубекин) — клавиши, голоса, аккордеон;
- IGOR (Игорь Тимофеев) — гитары, флейты, кларнет, дудук, бубенцы, саксофон, голоса, бас-алфавит;
- SHAR (Олег Шавкунов) — конги, бубны, шейкеры, драмсет, буканавр, куриюка, кабаса, маджера, чаймс, виброслэп, вскрики, алфавит;
- SVETLOV (Андрей Светлов) — бас, голоса, ритм-бокс;
- SUR (Андрей Суротдинов) — скрипка, обработанные скрипки, алфавит;

а также:
- Щур (Сергей Щураков) — аккордеон (5, 16);
- Пандит Харипрасад Чаурасия — флейта (5, 19);
- Пандит Бхавани Шанкар Катак — пакавадж, бубен, маджера (5, 19);
- Хенри Кайзер — гитара (2);
- Тим Ходжкинсон — псиппи (1);
- Дима Сергеев — мандолина (8);
- Сканг — гитары/басы (15);
- Лиля Кудрявцева — оперный голос (2);
- Алик Потапкин — барабаны (2, 15, 19);
- Одарка Вощак — арфа (18);
- Андрей Янковский — гобой (18);
- Игорь Прокофьев — валторна (18).

На официальном сайте «Аквариума» также указано:
Записано Рубекиным и Докшиным на 601.

Voulez Vous, Ткачиха, ДДД, Бродяга записаны на Добролёте (Олег Волков).

Оркестр записан в Студии Дворца Пионеров (Борис Истомин).

Андрей Светлов играет на басах Yamaha.
Дизайн альбома и буклета — Н. Федосова при участии БГ.

## Список композиций
Все песни написаны БГ, кроме специально отмеченных.
1. Афанасий Никитин буги (Хождение за три моря — 2) (6:24)
2. Шумелка (2:56)
3. О смысле всего сущего (2:45)
4. Духовные люди (0:46)
5. Мама, я не могу больше пить (2:59)
6. Voulez vous coucher avec moi? (2:44)
7. Стаканы — старинная кельтская мелодия «Some Say the Devil is Dead», слова БГ (2:07)
8. Беспечный русский бродяга — старинная кельтская мелодия «Rambling Irishman», слова БГ (4:50)
9. Голова Альфредо Гарсии (5:46)
10. День в доме дождя (5:17)
11. Ткачиха (6:33)
12. Гимн анахорету (1:12)
13. Дело за мной (3:36)
14. Многоточие (4:25) 
P.S.
15. Скорбец (4:45)
16. Достоевский (2:10)
17. Неизвестные факты из биографии Элвиса Пресли (2:32)
18. Интерлюдия — написана для спектакля О. Меньшикова «Кухня» (2:38)
19. Терапевт (5:55)

+ BONUS DVD
1. Слова растамана (видеоклип)
2. Шумелка (видеоклип)

## Факты
- Название песни «Шумелка» позаимствовано из книг о Винни-Пухе[5].
- Припев песни «Голова Альфредо Гарсии»: «Унесите отсюда голову Альфредо Гарсии» — прямая отсылка к фильму «Принесите мне голову Альфредо Гарсии» (1974).
- В песне «Ткачиха» цитируется «Гамлет» Вильяма Шекспира в переводе М. Л. Лозинского:

И начинанья, взнесшиеся мощно,
Сворачивая в сторону свой ход,
Теряют имя действия. Но тише!

(Вильям Шекспир. Гамлет).
Ср. в песне:
Так начинания, вознесшиеся мощно,

Сворачивают в сторону, теряют имя действия — какой срам.

(Борис Гребенщиков. Ткачиха).
- В той же песне присутствует цитата из «Фауста» Иоганна Гёте:

Но теория суха, а древо жизни

Зеленеет в листах
(Борис Гребенщиков. Ткачиха).

Ср. в «Фаусте»:

Теория, мой друг, суха,

Но зеленеет жизни древо.

(Иоганн Гёте. Фауст, пер. Б. Пастернака).

Суха, мой друг, теория везде,

А древо жизни пышно зеленеет!

(Иоганн Гёте. Фауст, пер. Н. Холодковского).

А предложение из произведения Н.В. Гоголя "Страшная месть"

Редкая птица долетит до середины Днепра.

(Н.В. Гоголь. Страшная месть).

стало упоминанием о Волге

Волга шумит волнами;

Редкая птица долетит до её берегов...

(Борис Гребенщиков. Ткачиха).

- Название концертной программы, с которой «Аквариум» выступал после записи альбома, — «Беспечный русский брадягга». При этом слово «бродяга» было умышленно искажено в соответствии с интернет-сленгом.
- «Жить не по лжи» — название статьи-письма А. И. Солженицына. В песне «Мама, я не могу больше пить» есть слова «Как достало жить не по лжи»[12].
- Звуки «Итохо» в начале песни «Шумелка» это фраза из фильма «Звёздные войны. Эпизод II: Атака клонов» (2:00:40).
- Песню «Стаканы» исполняет Григорий Лепс. Песня вошла в его альбом «Гангстер №1».